# Thomas Cech
Thomas Robert Cech (Chicago, 8 dicembre 1947) è un biochimico statunitense, Premio Nobel per la chimica nel 1989. 
Il suo nome è legato principalmente a studi di biologia molecolare sulla trascrizione genica e sulle modificazioni che portano alla formazione, nel nucleo cellulare, di mRNA maturo a partire dal suo neosintetizzato precursore, in particolare sul meccanismo di splicing.

## Biografia
Cech è nato a Chicago, ma cresciuto ad Iowa City; da giovane ha frequentato il Grinnell College, dove ha ottenuto il Bachelor of Arts nel 1970, ed in seguito l'Università di Berkeley, in California, dove completò il suo Ph.D. in chimica nel 1975. Quello stesso anno, entrò nel Massachusetts Institute of Technology dove intraprese una ricerca post-dottorato.
Nel 1978 ha ottenuto il suo primo impiego come insegnante di biochimica alla Università del Colorado, università in cui tuttora insegna con il titolo di Distinguished Professor del Dipartimento di Chimica e Biochimica. A partire dal 2000, Cech è inoltre succeduto a Purnell Choppin come presidente del prestigioso centro di ricerca Howard Hughes Medical Institute, nel Maryland, pur continuando parallelamente gli studi e la ricerca nel suo laboratorio all'Università del Colorado.

## Attività di ricerca
L'attività di Cech si è focalizzata sullo studio dei meccanismi che portano alla sintesi, nel nucleo cellulare, dell'RNA a partire da uno stampo di DNA, e di come questo venga poi trasformato e processato a dare una molecola di RNA messaggero maturo, in grado di trasferire l'informazione genica dal nucleo al citoplasma e di permettere dunque la sintesi proteica. I suoi studi in questo ambito si focalizzarono in particolare sullo splicing, ovvero il processo cellulare tramite il quale l'RNA appena trascritto – definito RNA precursore o hnRNA – subisce il taglio e la conseguente escissione di frammenti non codificanti, gli introni, ed il successivo ricongiungimento dei frammenti codificanti, gli esoni, a dare una molecola matura e funzionale.
Il suo principale contributo in questo campo venne dalla scoperta, nei tardi anni settanta, di molecole di RNA in grado di catalizzare da loro stesse il complesso processo di splicing, senza l'ausilio di enzimi e di altri fattori: un fenomeno chiamato autosplicing. Questa scoperta, avvenuta studiando gli acidi nucleici di un protozoo ciliato, Tetrahymena thermophila, destò notevole interesse: il meccanismo di splicing normalmente studiato richiede infatti la presenza di numerosi fattori proteici e di particolari acidi nucleici, gli SnRNA, combinati con polipeptidi a dare complesse strutture – dette SnRNP – necessarie per lo splicing stesso. Cech dimostrò invece che particolari RNA erano in grado di catalizzare il loro stesso splicing grazie a particolari sequenze nucleotidiche, che permettevano il ripiegamento della molecola in strutture secondarie che catalizzavano la reazione. 
Il primo esempio di autosplicing scoperto da Cech riguardava il trascritto primario del gene per l'RNA ribosomale 26S di Tetrahymena, ma studi successivi rivelarono l'esistenza di due intere classi di introni, presenti in moltissime specie, capaci di effettuare l'autosplicing: gli introni di gruppo I e II. I risultati degli studi di Cech vennero pubblicati nel 1982 ed ebbero un profondo impatto sulla comunità scientifica, con ripercussioni che oltrepassarono il semplice studio dei meccanismi nucleari di trascrizione: la scoperta dell'autosplicing fu una definitiva conferma all'ipotesi che alcuni RNA potessero avere attività catalitica; tesi già sostenuta – fra gli altri – da Carl Woese e Francis Crick, che già negli anni sessanta avevano teorizzato l'esistenza di "enzimi ad RNA", o ribozimi. Per questa sua scoperta Cech condivise con Sidney Altman il Premio Nobel per la chimica nel 1989.
Oltre agli studi dello splicing, un altro importante interesse scientifico di Cech riguarda la struttura e la funzione dei telomeri, le peculiari estremità dei cromosomi lineari.  In particolare, lui e il suo gruppo hanno dedicato l'attenzione alla struttura, alla funzione ed al meccanismo di assemblaggio dell'enzima telomerasi, il principale catalizzatore della replicazione di questa particolare regione cromosomica. Essendo la corretta sintesi e conservazione dei telomeri cruciale per la sopravvivenza della cellula, la comprensione di come il meccanismo di tale sintesi operi può essere di notevole importanza medica, ad esempio come metodo di lotta ai tumori, per i quali una eventuale terapia basata sul controllo e la repressione dell'attività della telomerasi nelle cellule cancerotiche potrebbe rivelarsi efficace.